# Draft 2012 de la NBA
2011 2013
La draft 2012 de la NBA est la 66e draft annuelle de la National Basketball Association (NBA), se déroulant en amont de la saison 2012-2013. Elle s'est tenue le 28 juin 2012 au Prudential Center situé à Newark dans le New Jersey. Un total de 60 joueurs ont été sélectionnés en 2 tours.
Lors de cette draft, les équipes de la National Basketball Association (NBA) pouvaient sélectionner des joueurs issus de NCAA et d'autres joueurs de ligues étrangères. La draft de la NBA est un événement annuel où les joueurs des universités ayant au moins 19 ans le jour de la draft et ayant quitté le lycée depuis au minimum 1 an sont choisis pour jouer dans une équipe professionnelle de la National Basketball Association (NBA). Les joueurs étrangers de plus de 19 ans sont eux aussi éligibles.
La loterie pour désigner la franchise qui choisit en première un joueur, consiste en une loterie pondérée : parmi les équipes non qualifiées en playoffs, les chances de remporter le premier choix sont de 25% pour la plus mauvaise équipe, et de 0,5% pour la « moins mauvaise », où chaque équipe se voit confier aléatoirement 250 à 5 combinaisons différentes.
La franchise des Hornets de la Nouvelle-Orléans, en possession du premier choix à l'issue de la loterie, sélectionne le joueur des Wildcats du Kentucky, Anthony Davis. C'est le sixième choix, Damian Lillard, des Trail Blazers de Portland, qui remporte le titre de NBA Rookie of the Year à l'issue de la saison.

## Éligibilité
La draft est menée en vertu des règles d'admissibilité établies dans la nouvelle convention collective de 2011, désignée sous le terme de Collective Bargaining Agreement ou CBA. Cette convention est signée entre la ligue et le syndicat des joueurs. Le CBA qui a mis fin au lock-out de 2011 n'a institué aucun changement immédiat à la draft, mais a appelé à un comité de propriétaires et de joueurs pour discuter des changements à venir. À partir de 2012, les règles d'admissibilité de base pour la draft sont listées ci-dessous :
- Tous les joueurs repêchés (draftés) doivent avoir au moins 19 ans au cours de l'année civile de la draft. En termes de dates, les joueurs admissibles au repêchage de 2019 doivent être nés avant le 31 décembre 1993[5].
- Tout joueur qui n'est pas un « joueur international », tel que défini par le CBA, doit être retiré au moins un an de sa classe de lycée[5]. Le CBA définit les « joueurs internationaux » comme des joueurs qui ont résidé de manière permanente en dehors des États-Unis pendant trois ans avant la draft, qui n'ont pas terminé l'école secondaire aux États-Unis, et n'ont jamais été inscrits dans un collège ou une université américaine[5].

L'exigence de base pour l'admissibilité automatique pour un joueur américain est l'achèvement de son admissibilité universitaire. Les joueurs qui répondent à la définition du CBA des « joueurs internationaux » sont automatiquement admissibles si leur 22e anniversaire tombe pendant l'année civile de la draft (c'est-à-dire nés avant le 31 décembre 1997). Les joueurs américains qui ont arrêté au moins un an leurs études secondaires et qui ont joué au basket-ball dans les ligues mineures avec une équipe en dehors de la NBA sont également automatiquement admissibles.
Un joueur qui n'est pas automatiquement admissible doit déclarer son éligibilité pour la draft en informant les bureaux NBA par écrit au plus tard 60 jours avant la draft. Pour la draft de 2019, cette date est tombée le 21 avril. Selon les règles de la NCAA, les joueurs ont seulement jusqu'en avril pour se retirer de la draft et de maintenir leur admissibilité universitaire.
Un joueur qui a embauché un agent perd son admissibilité pour les années universitaires restantes. En outre, le CBA permet à un joueur de se retirer de la draft à deux reprises.
Dix-sept joueurs n'ayant pas fait leurs études aux États-Unis (qualifiés de « joueurs internationaux ») ont inscrit leur nom pour participer à la draft. Certains retirent leur nom de la draft avant la date limite.

## Loterie
Les équipes participent à la loterie si elles ne se sont pas qualifiées pour les playoffs ou si elles ont acquis un choix lors d'un échange avec une équipe non qualifiée pour les playoffs. Le tirage au sort de l'ordre de sélection des équipes a eu lieu le 30 mai 2012 à Secaucus dans le New Jersey. 
Quatorze balles de ping-pong numérotées de 1 à 14, furent placées dans une urne afin de créer 1001 combinaisons de quatre balles. Chaque équipe s'est vu attribuer un ensemble de combinaisons de quatre balles en fonction de leur record de victoires-défaites de la saison régulière 2011-2012. Trois combinaisons ont été tirées au sort afin de déterminer les trois premiers choix. Les choix suivants ont été répartis entre les équipes restantes en fonction de leur record de la saison régulière.
À l'issue de cette loterie, les Hornets de la Nouvelle-Orléans obtiennent le premier choix de la draft, devant les Bobcats de Charlotte et les Wizards de Washington. Le tableau ci-dessous présente la probabilité pour chaque équipe de recevoir les différents choix.
| ^ | Signale le résultat de la loterie |

| Équipe                         | Chances | Choix | Choix | Choix | Choix | Choix | Choix | Choix | Choix | Choix | Choix | Choix | Choix | Choix | Choix |
| Équipe                         | Chances | 1er   | 2e    | 3e    | 4e    | 5e    | 6e    | 7e    | 8e    | 9e    | 10e   | 11e   | 12e   | 13e   | 14e   |
| ------------------------------ | ------- | ----- | ----- | ----- | ----- | ----- | ----- | ----- | ----- | ----- | ----- | ----- | ----- | ----- | ----- |
| Bobcats de Charlotte           | 250     | 25,0% | 21,5% | 17,7% | 35,8% | —     | —     | —     | —     | —     | —     | —     | —     | —     | —     |
| Wizards de Washington          | 199     | 19,9% | 18,8% | 17,1% | 31,9% | 12,5% | —     | —     | —     | —     | —     | —     | —     | —     | —     |
| Cavaliers de Cleveland         | 138     | 13,8% | 14,3% | 14,5% | 23,8% | 29,0% | 4,6%  | —     | —     | —     | —     | —     | —     | —     | —     |
| Hornets de La Nouvelle-Orléans | 137     | 13,7% | 14,1% | 14,5% | 8,5%  | 32,3% | 15,6% | 1,3%  | —     | —     | —     | —     | —     | —     | —     |
| Kings de Sacramento            | 76      | 7,6%  | 8,4%  | 9,5%  | —     | 26,2% | 38,5% | 9,4%  | 0,4%  | —     | —     | —     | —     | —     | —     |
| Nets de Brooklyn               | 75      | 7,5%  | 8,3%  | 9,4%  | —     | —     | 41,4% | 29,4% | 3,9%  | 0,1%  | —     | —     | —     | —     | —     |
| Warriors de Golden State       | 36      | 3,6%  | 4,2%  | 4,9%  | —     | —     | —     | 60,0% | 25,3% | 2,1%  | —     | —     | —     | —     | —     |
| Raptors de Toronto             | 35      | 3,5%  | 4,0%  | 4,8%  | —     | —     | —     | —     | 70,4% | 16,5% | 0,8%  | —     | —     | —     | —     |
| Pistons de Détroit             | 17      | 1,7%  | 2,0%  | 2,4%  | —     | —     | —     | —     | —     | 81,3% | 12,1% | 0,4%  | —     | —     | —     |
| Timberwolves du Minnesota      | 11      | 1,1%  | 1,3%  | 1,6%  | —     | —     | —     | —     | —     | —     | 87,0% | 8,9%  | 0,2%  | —     | —     |
| Trail Blazers de Portland      | 8       | 0,8%  | 0,9%  | 1,2%  | —     | —     | —     | —     | —     | —     | —     | 90,7% | 6,3%  | 0,1%  | —     |
| Bucks de Milwaukee             | 7       | 0,7%  | 0,8%  | 1,0%  | —     | —     | —     | —     | —     | —     | —     | —     | 93,5% | 3,9%  | —     |
| Suns de Phoenix                | 6       | 0,6%  | 0,7%  | 0,9%  | —     | —     | —     | —     | —     | —     | —     | —     | —     | 96,0% | 1,8%  |
| Rockets de Houston             | 5       | 0,5%  | 0,6%  | 0,7%  | —     | —     | —     | —     | —     | —     | —     | —     | —     | —     | 98,2% |

## Draft

### Légende
| ^ | Signale un joueur qui a été intronisé au Basketball Hall of Fame                                                                |
| * | Signale un joueur qui a été sélectionné pour au moins un match annuel NBA All-Star Game et une récompense annuelle All-NBA Team |
| + | Signale un joueur qui a été sélectionné pour au moins un match annuel NBA All-Star Game                                         |
| x | Signale un joueur qui a été sélectionné pour au moins une récompense annuelle All-NBA Team                                      |

### Premier tour
| Choix | Nom                    | Position    | Nationalité | Équipe                                                                                 | Provenance                       |
| ----- | ---------------------- | ----------- | ----------- | -------------------------------------------------------------------------------------- | -------------------------------- |
| 1     | Anthony Davis*         | Ailier fort | États-Unis  | Hornets de la Nouvelle-Orléans                                                         | Wildcats du Kentucky             |
| 2     | Michael Kidd-Gilchrist | Ailier      | États-Unis  | Bobcats de Charlotte                                                                   | Wildcats du Kentucky             |
| 3     | Bradley Beal*          | Arrière     | États-Unis  | Wizards de Washington                                                                  | Gators de la Floride             |
| 4     | Dion Waiters           | Arrière     | États-Unis  | Cavaliers de Cleveland                                                                 | Orange de Syracuse               |
| 5     | Thomas Robinson        | Ailier fort | États-Unis  | Kings de Sacramento                                                                    | Jayhawks du Kansas               |
| 6     | Damian Lillard* R      | Meneur      | États-Unis  | Trail Blazers de Portland (en provenance des Nets de Brooklyn)                         | Wildcats de Weber State          |
| 7     | Harrison Barnes        | Ailier      | États-Unis  | Warriors de Golden State                                                               | Tar Heels de la Caroline du Nord |
| 8     | Terrence Ross          | Arrière     | États-Unis  | Raptors de Toronto                                                                     | Huskies de Washington            |
| 9     | Andre Drummond*        | Pivot       | États-Unis  | Pistons de Détroit                                                                     | Huskies du Connecticut           |
| 10    | Austin Rivers          | Meneur      | États-Unis  | Hornets de la Nouvelle-Orléans (en provenance de Minnesota via les L.A. Clippers)      | Blue Devils de Duke              |
| 11    | Meyers Leonard         | Pivot       | États-Unis  | Trail Blazers de Portland                                                              | Fighting Illini de l'Illinois    |
| 12    | Jeremy Lamb            | Arrière     | États-Unis  | Rockets de Houston (en provenance des Bucks de Milwaukee)                              | Huskies du Connecticut           |
| 13    | Kendall Marshall       | Meneur      | États-Unis  | Suns de Phoenix                                                                        | Tar Heels de la Caroline du Nord |
| 14    | John Henson            | Ailier fort | États-Unis  | Bucks de Milwaukee (en provenance des Rockets de Houston)                              | Tar Heels de la Caroline du Nord |
| 15    | Maurice Harkless       | Ailier      | États-Unis  | 76ers de Philadelphie                                                                  | Red Storm de Saint John          |
| 16    | Royce White            | Ailier fort | États-Unis  | Rockets de Houston (en provenance de New York)                                         | Cyclones d'Iowa State            |
| 17    | Tyler Zeller           | Pivot       | États-Unis  | Mavericks de Dallas                                                                    | Tar Heels de la Caroline du Nord |
| 18    | Terrence Jones         | Ailier fort | États-Unis  | Rockets de Houston (en provenance des Timberwolves du Minnesota via le Jazz de l'Utah) | Wildcats du Kentucky             |
| 19    | Andrew Nicholson       | Ailier fort | Canada      | Magic d'Orlando                                                                        | Bonnies de St. Bonaventure       |
| 20    | Evan Fournier          | Arrière     | France      | Nuggets de Denver                                                                      | Poitiers Basket 86 (France)      |
| 21    | Jared Sullinger        | Ailier fort | États-Unis  | Celtics de Boston                                                                      | Buckeyes d'Ohio State            |
| 22    | Fab Melo               | Pivot       | Brésil      | Celtics de Boston (en provenance des L.A. Clippers via Oklahoma City)                  | Syracuse Orange                  |
| 23    | John Jenkins           | Arrière     | États-Unis  | Hawks d'Atlanta                                                                        | Commodores de Vanderbilt         |
| 24    | Jared Cunningham       | Meneur      | États-Unis  | Cavaliers de Cleveland (en provenance des L.A. Lakers)                                 | Beavers d'Oregon State           |
| 25    | Tony Wroten            | Meneur      | États-Unis  | Grizzlies de Memphis                                                                   | Huskies de Washington            |
| 26    | Miles Plumlee          | Pivot       | États-Unis  | Pacers de l'Indiana                                                                    | Blue Devils de Duke              |
| 27    | Arnett Moultrie        | Ailier fort | États-Unis  | Heat de Miami                                                                          | Bulldogs de Mississippi State    |
| 28    | Perry Jones            | Ailier      | États-Unis  | Thunder d'Oklahoma City                                                                | Bears de Baylor                  |
| 29    | Marquis Teague         | Meneur      | États-Unis  | Bulls de Chicago                                                                       | Wildcats du Kentucky             |
| 30    | Festus Ezeli           | Pivot       | Nigeria     | Warriors de Golden State (en provenance de San Antonio)                                | Commodores de Vanderbilt         |

### Deuxième tour
| Numéro | Nom                 | Position    | Nationalité        | Équipe                                                                     | Équipe précédente                  |
| ------ | ------------------- | ----------- | ------------------ | -------------------------------------------------------------------------- | ---------------------------------- |
| 31     | Jeffery Taylor      | Ailier      | Suède              | Bobcats de Charlotte                                                       | Commodores de Vanderbilt           |
| 32     | Tomáš Satoranský    | Meneur      | Tchéquie           | Wizards de Washington                                                      | CDB Séville (Espagne)              |
| 33     | Bernard James       | Ailier fort | États-Unis         | Cavaliers de Cleveland                                                     | Seminoles de Florida State         |
| 34     | Jae Crowder         | Ailier      | États-Unis         | Cavaliers de Cleveland (en provenance de New Orleans via Miami)            | Golden Eagles de Marquette         |
| 35     | Draymond Green*     | Ailier fort | États-Unis         | Warriors de Golden State (en provenance de Brooklyn)                       | Spartans de Michigan State         |
| 36     | Orlando Johnson     | Arrière     | États-Unis         | Kings de Sacramento                                                        | Gauchos de l'UCSB                  |
| 37     | Quincy Acy          | Ailier fort | États-Unis         | Raptors de Toronto                                                         | Bears de Baylor                    |
| 38     | Quincy Miller       | Ailier fort | États-Unis         | Nuggets de Denver (en provenance de Golden State via New York)             | Bears de Baylor                    |
| 39     | Khris Middleton+    | Ailier      | États-Unis         | Pistons de Détroit                                                         | Aggies de Texas A&M                |
| 40     | Will Barton         | Arrière     | États-Unis         | Trail Blazers de Portland (en provenance de Houston via Minnesota)         | Tigers de Memphis                  |
| 41     | Tyshawn Taylor      | Meneur      | États-Unis         | Trail Blazers de Portland                                                  | Jayhawks du Kansas                 |
| 42     | Doron Lamb          | Arrière     | États-Unis         | Bucks de Milwaukee                                                         | Wildcats du Kentucky               |
| 43     | Mike Scott          | Ailier fort | États-Unis         | Hawks d'Atlanta (en provenance de Phoenix)                                 | Cavaliers de la Virginie           |
| 44     | Kim English         | Arrière     | États-Unis         | Pistons de Détroit (en provenance de Houston)                              | Tigers du Missouri                 |
| 45     | Justin Hamilton     | Pivot       | États-Unis         | 76ers de Philadelphie                                                      | Tigers de LSU                      |
| 46     | Darius Miller       | Ailier      | États-Unis         | Hornets de la Nouvelle-Orléans (en provenance de Dallas via Washington)    | Wildcats du Kentucky               |
| 47     | Kevin Murphy        | Arrière     | États-Unis         | Jazz de l'Utah                                                             | Golden Eagles de Tennessee Tech    |
| 48     | Kóstas Papanikoláou | Ailier      | Grèce              | Knicks de New York                                                         | Olympiakós (Grèce)                 |
| 49     | Kyle O'Quinn        | Pivot       | États-Unis         | Magic d'Orlando                                                            | Spartans de Norfolk State          |
| 50     | İzzet Türkyılmaz    | Ailier fort | Turquie            | Nuggets de Denver                                                          | Bandırma Banvit (Turquie)          |
| 51     | Kris Joseph         | Ailier fort | Canada             | Celtics de Boston                                                          | Orange de Syracuse                 |
| 52     | Ognjen Kuzmić       | Pivot       | Bosnie-Herzégovine | Warriors de Golden State (en provenance d'Atlanta)                         | Clinicas Rincón Axarquía (Espagne) |
| 53     | Furkan Aldemir      | Ailier fort | Turquie            | Clippers de Los Angeles                                                    | Galatasaray SK (Turquie)           |
| 54     | Tornike Shengelia   | Ailier      | Géorgie            | 76ers de Philadelphie (en provenance de Memphis)                           | Spirou Charleroi (Belgique)        |
| 55     | Darius Johnson-Odom | Arrière     | États-Unis         | Mavericks de Dallas (en provenance des L.A. Lakers)                        | Golden Eagles de Marquette         |
| 56     | Tomislav Zubčić     | Ailier fort | Croatie            | Raptors de Toronto (en provenance d'Indiana)                               | KK Cibona Zagreb (Croatie)         |
| 57     | İlkan Karaman       | Ailier fort | Turquie            | Nets de Brooklyn (en provenance de Miami)                                  | Pınar Karşıyaka (Turquie)          |
| 58     | Robbie Hummel       | Ailier      | États-Unis         | Timberwolves du Minnesota (en provenance d'Oklahoma City)                  | Boilermakers de Purdue             |
| 59     | Marcus Denmon       | Meneur      | États-Unis         | Spurs de San Antonio                                                       | Tigers du Missouri                 |
| 60     | Robert Sacre        | Pivot       | Canada             | Lakers de Los Angeles (en provenance de Chicago via Milwaukee et Brooklyn) | Bulldogs de Gonzaga                |

## Joueurs notables non draftés
| Nom                  | Position    | Nationalité | Provenance                              |
| -------------------- | ----------- | ----------- | --------------------------------------- |
| Kent Bazemore        | Arrière     | États-Unis  | Monarchs d'Old Dominion                 |
| Drew Gordon          | Ailier fort | États-Unis  | Lobos du Nouveau-Mexique                |
| JaMychal Green       | Ailier fort | États-Unis  | Crimson Tide de l'Alabama               |
| Jorge Gutiérrez      | Meneur      | Mexique     | Golden Bears de la Californie           |
| Mike James           | Meneur      | États-Unis  | Cardinals de Lamar                      |
| Chris Johnson        | Ailier      | États-Unis  | Flyers de Dayton                        |
| DeQuan Jones         | Arrière     | États-Unis  | Hurricanes de Miami                     |
| Kevin Jones          | Ailier fort | États-Unis  | Mountaineers de la Virginie-Occidentale |
| Nicolás Laprovíttola | Meneur      | Argentine   | Club Atlético Lanús (Argentine)         |
| Scott Machado        | Meneur      | Brésil      | Gaels d'Iona                            |
| Josh Magette         | Meneur      | États-Unis  | Chargers d'Alabama-Huntsville           |
| Tony Mitchell        | Ailier      | États-Unis  | Crimson Tide de l'Alabama               |
| Toure' Murry         | Arrière     | États-Unis  | Shockers de Wichita State               |
| James Nunnally       | Ailier      | États-Unis  | Gauchos de l'UC Santa Barbara           |
| Jonathon Simmons     | Arrière     | États-Unis  | Cougars de Houston                      |
| Henry Sims           | Ailier fort | États-Unis  | Hoyas de Georgetown                     |
| Chris Smith          | Meneur      | États-Unis  | Cardinals de Louisville                 |
| Hollis Thompson      | Ailier      | États-Unis  | Hoyas de Georgetown                     |
| Casper Ware          | Meneur      | États-Unis  | 49ers de Long Beach State               |
| Maalik Wayns         | Meneur      | États-Unis  | Wildcats de Villanova                   |
| C. J. Williams       | Arrière     | États-Unis  | Wolfpack de North Carolina State        |